# Shea Stadium
Das Shea Stadium, voller Name: William A. Shea Municipal Stadium, meist nur kurz Shea (ˈʃeɪ) genannt, war das Baseballstadion der New York Mets aus der Major League Baseball (MLB) in der Sportanlage Flushing-Meadows-Park im New Yorker Stadtbezirk Queens, US-Bundesstaat New York. Die Mets trugen hier ihre Heimspiele von 1964 bis 2008 aus.

## Geschichte
Das Stadion wurde am 17. April 1964 eröffnet und fasste zum Schluss 57.333 Zuschauer. Benannt war es nach William Shea, der maßgeblich dafür verantwortlich war, dass es nach dem Abgang der Brooklyn Dodgers (1957) und der New York Giants (1958) nach Kalifornien mit den Mets wieder ein New Yorker Team in der National League gab. Von 1964 bis 1978 war Jane Jarvis die Organistin bei den Spielen der Mets.
Neben dem Ballpark für die Mets war das Shea Austragungsort anderer Sportarten und beherbergte musikalische Veranstaltungen wie Konzerte. Am 15. August 1965 fand das größte Live-Konzert der Band The Beatles im mit 55.600 Zuschauern ausverkauften Shea statt; nie zuvor war eine Band in einem offenen Stadion oder vor einem so großen zahlenden Publikum aufgetreten. Das Konzert wurde mit The Beatles at Shea Stadium dokumentiert. Am 23. August 1966 kehrten die Beatles zu einem zweiten Konzert zurück. Viele Jahre später gaben die Rolling Stones im Shea im Rahmen ihrer US-Tour vom 10. bis zum 29. Oktober 1989 sechs Konzerte. Fußball-Highlights waren die Länderspiele zwischen Brasilien und England 1965 und das Spiel zwischen Argentinien und Italien im Jahr 1976. Ebenfalls 1976 empfing Cosmos New York für ein Heimspiel die Fußballmannschaft aus Washington.
Einmalig war die gleichzeitige Nutzung der Sportstätte von vier Teams im Jahr 1975. In diesem Jahr galt das Shea als der Mittelpunkt des New Yorker Sports; mit den Mets, Yankees, Jets und Giants trugen je zwei Teams ihre Heimspiele im Baseball und American Football hier aus, weil die jeweiligen Heimstadien entweder überholt oder neu errichtet wurden.
Im April 2009 wurde in unmittelbarer Nähe im Flushing-Meadows-Park das neue Citi Field eröffnet. Das Shea Stadium musste den hierfür notwendigen Parkplätzen weichen und wurde abgerissen. Bei seinem letzten Auftritt schloss Paul McCartney mit dem Beatles-Song Let it be, wodurch der Bogen zum Beatles-Konzert im Jahr 1965 geschlossen wurde. Am 16. und 18. Juli 2008 fanden zwei Gedenkkonzerte von Billy Joel mit verschiedenen Gastmusikern statt.

## Galerie

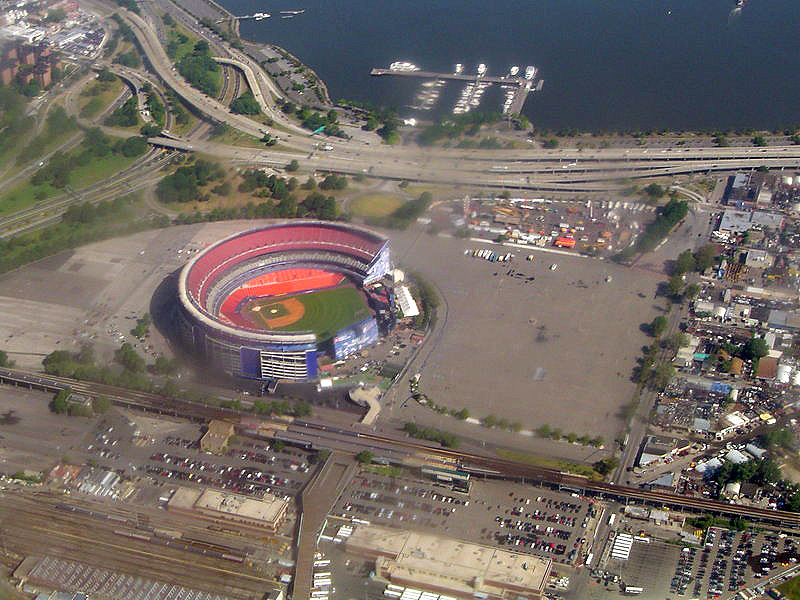
Luftbild vom Juni 2005
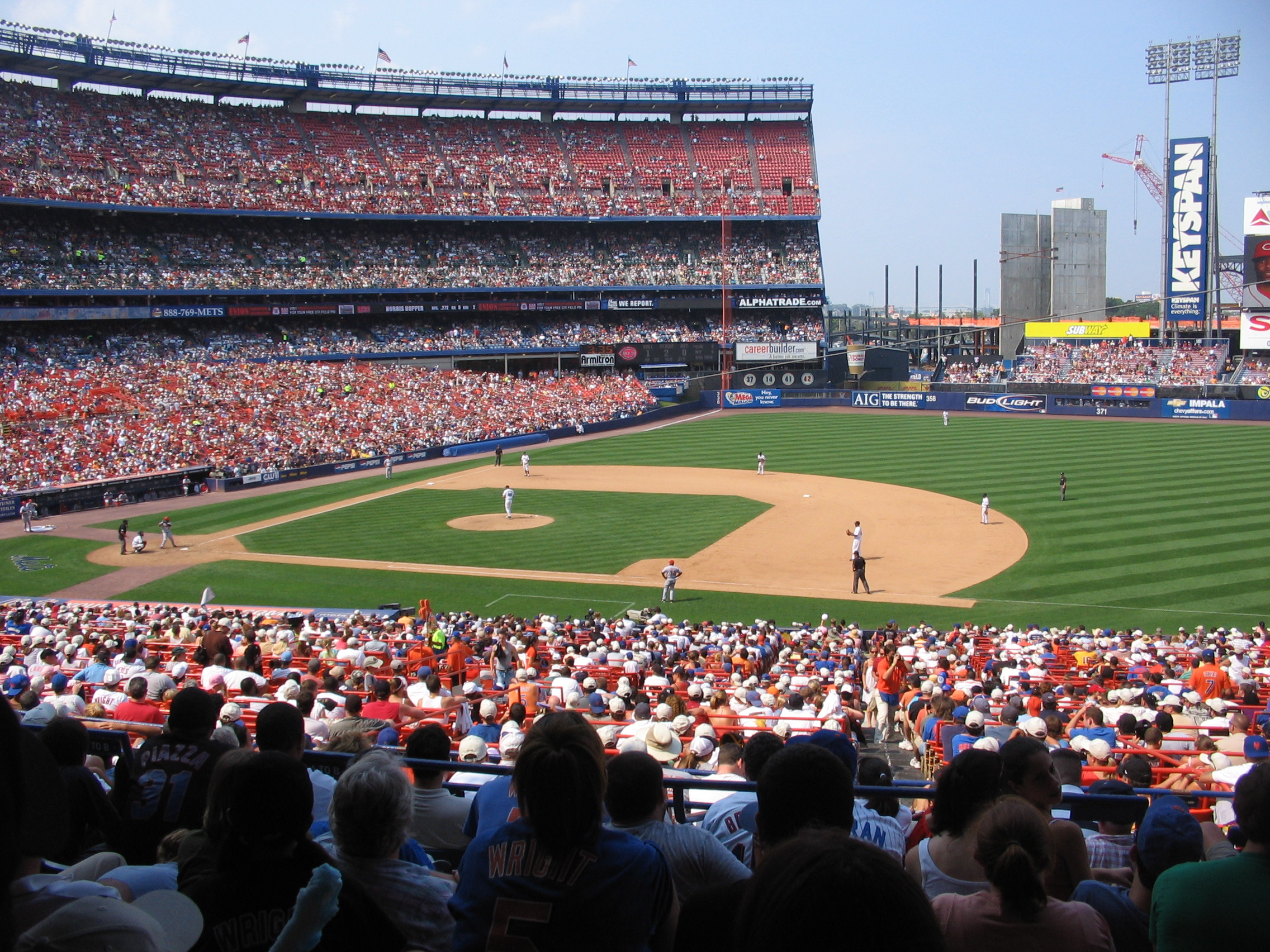
Spiel der Mets gegen die Cincinnati Reds im Juli 2007
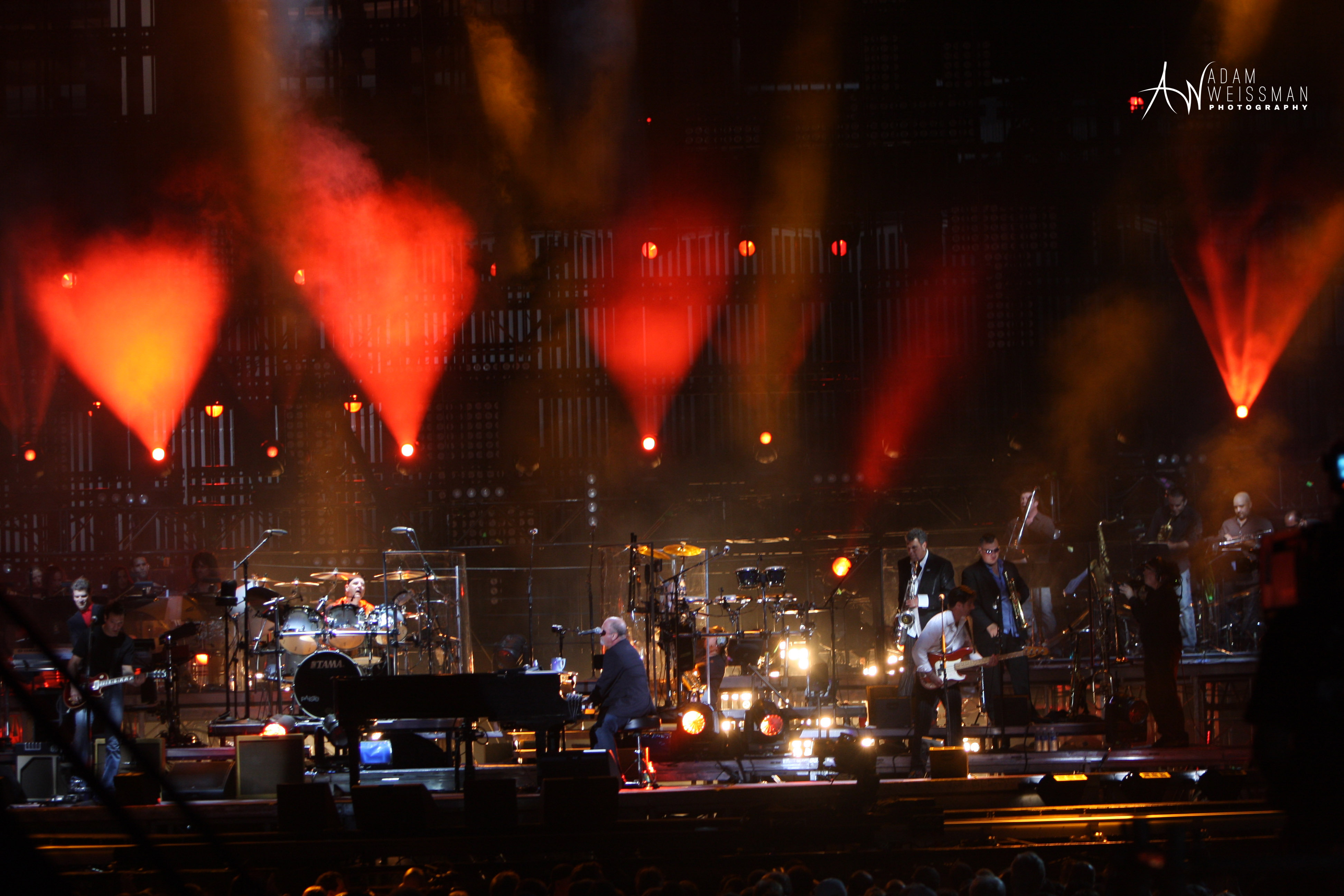
Letztes Konzert von Billy Joel am 18. Juli 2008
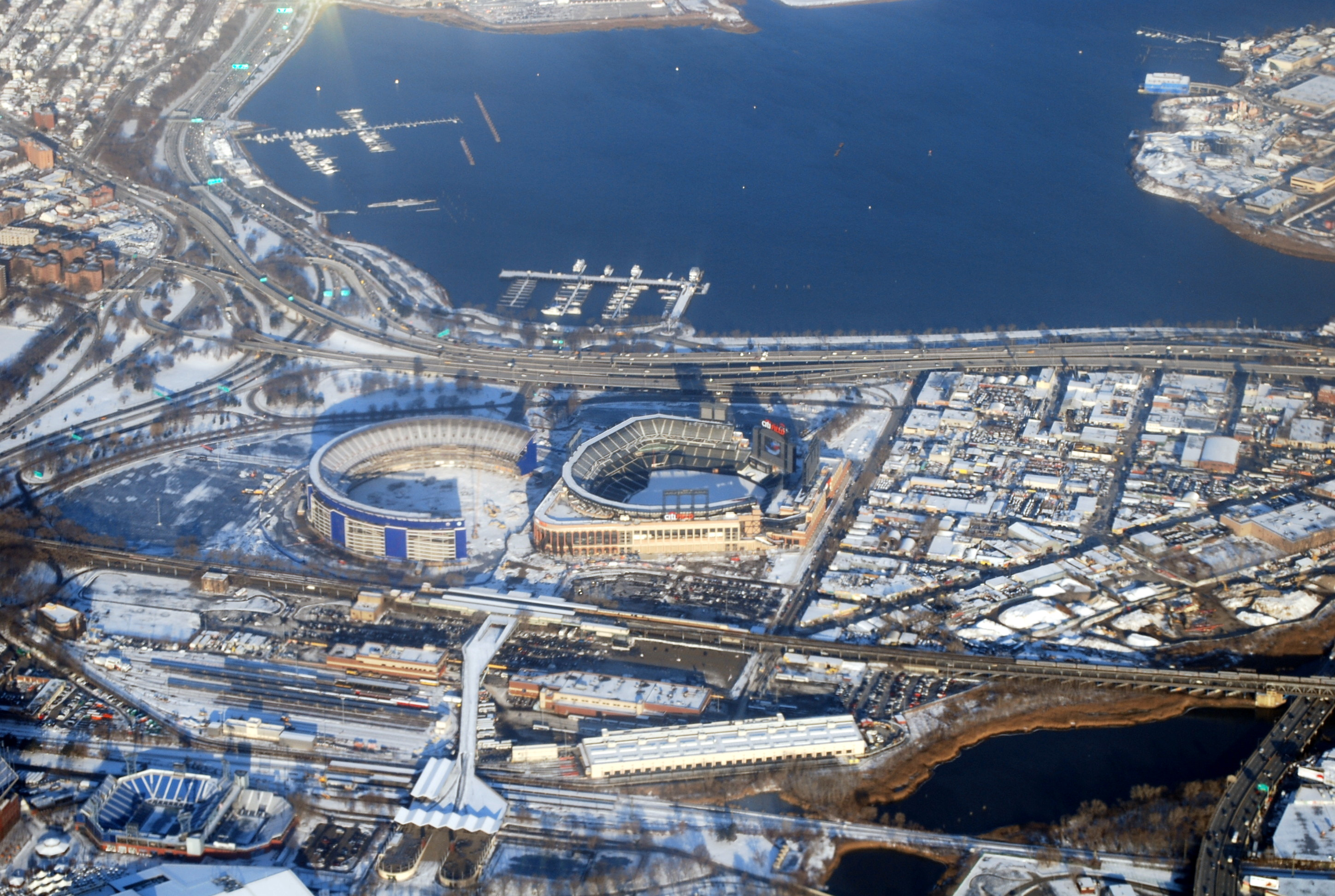
Luftbild des im Abriss befindlichen Shea Stadium und rechts daneben das im Bau befindliche Citi Field im Dezember 2008
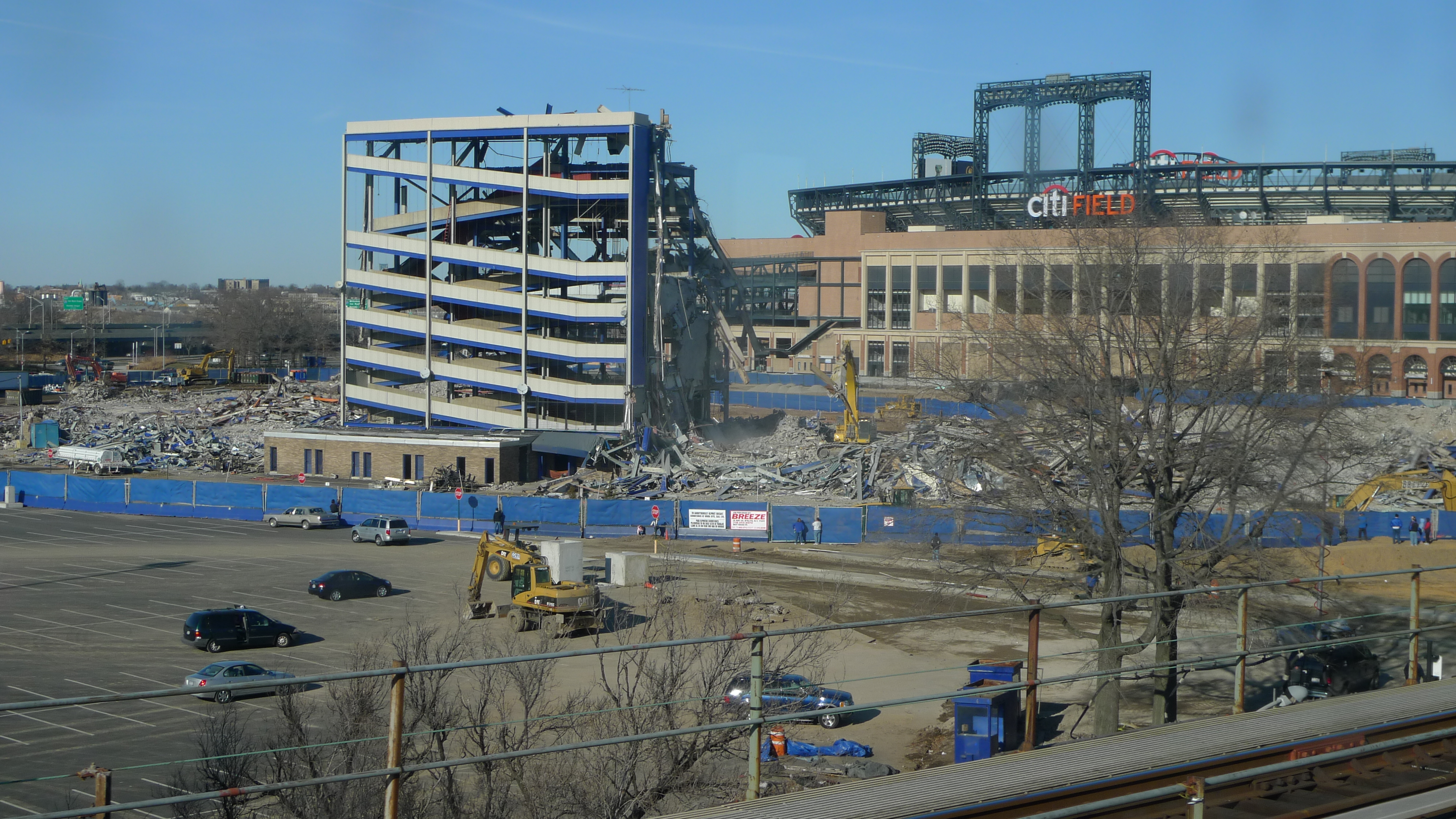
Abriss des Stadions im Februar 2009
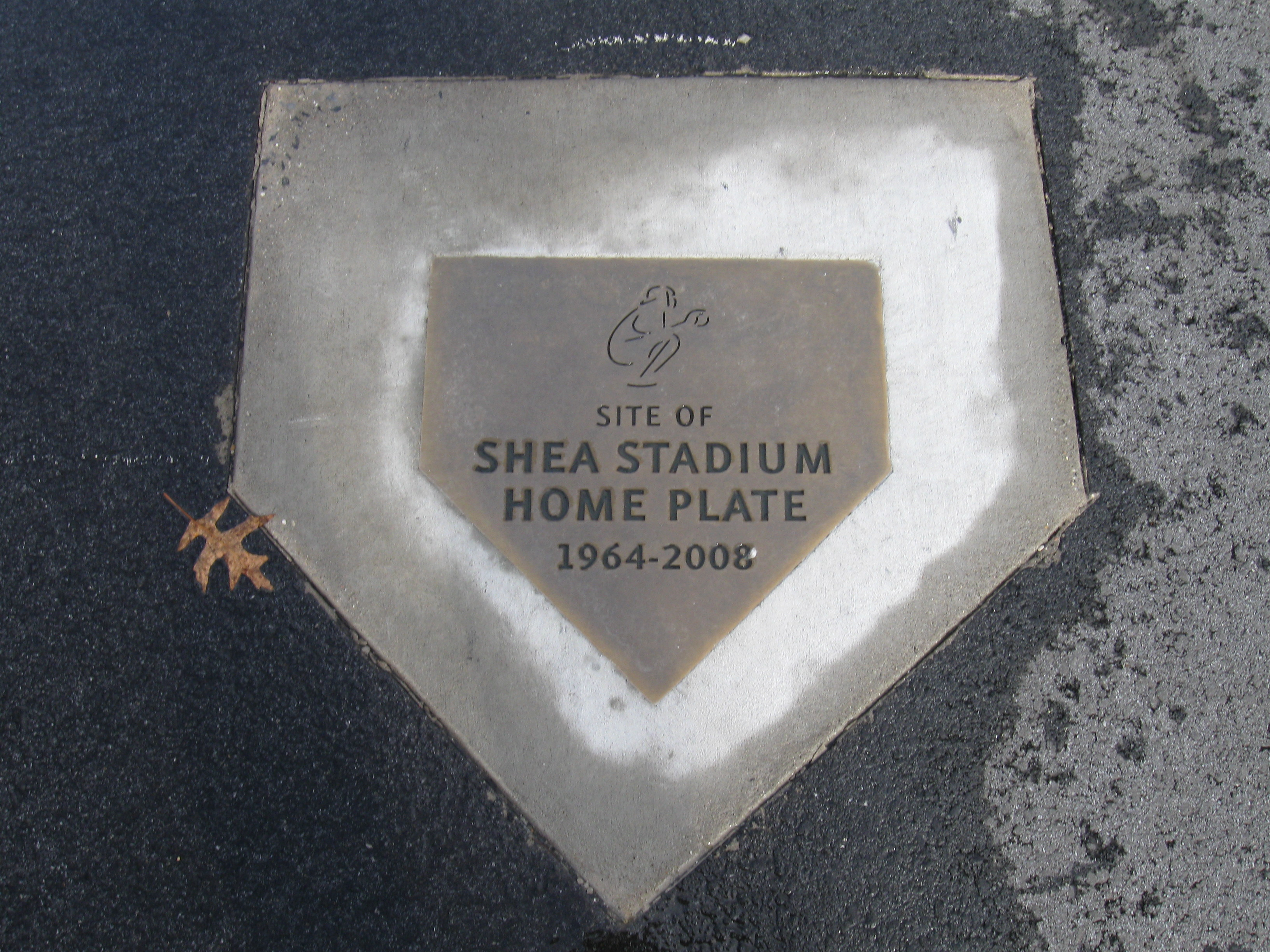
Gedenkplakette erinnert an die Homeplate des Shea auf dem heutigen Parkplatz des Citi Field (Februar 2010)